# 작은 아저씨
작은 아저씨(일본어: 小さいおじさん 치이사이 오지상[*])는 2009년경부터 화제가 된 일본의 도시전설이다. 이름 그대로 중년 남성처럼 생긴 소인이 있다는 것으로, 목격담에 의하면 신장이 8~30 cm정도라고 한다.
창문에 붙어 있었다거나, 욕실에 있었다거나 등의 목격 사례가 있고, 길가에서 빈 깡통을 나르고 있었다, 공원의 나무 위에 있었다 등의 이야기도 있다.
2010년에는 캐릭터 상품이 발매되어 ‘작은 아저씨’를 목격하면 작은 행운이 있다는 식으로 선전되었다.
뮤지션이나 그라비아 아이돌 등 연예인의 목격담이 특히 많은 것이 희한한 특징이다.:44 이것을 보았다고 주장한 사람들로는 오카다 준이치, 쿠로세 쥰, 샤쿠 유미코, 모리 만, 토키타 레이코, 나카시마 미카, 마코바 코우지, 미나미 마리카, 야마구치 빈타로, 와타나베 토오루, 이나가와 쥰지, 오시마 유코, 오노 에레나, 키노시타 유키나, 쿠라모치 아스카, 코이케 에이코, 후지모토 치아키, 나가세 토모야, 하마다 마사토시, 히라야마 아야, 마츠시마 하츠네, 미즈키 시게루, 모리 쿠미코, 야나기하라 카나코, 하시모토 칸나 등이 있다. 그 중 샤쿠 유미코는 이 도시전설이 유행하기 10여년 전부터 “작은 아저씨 모습의 요정을 보았다”고 주장해 왔다.